# Judith Pühringer

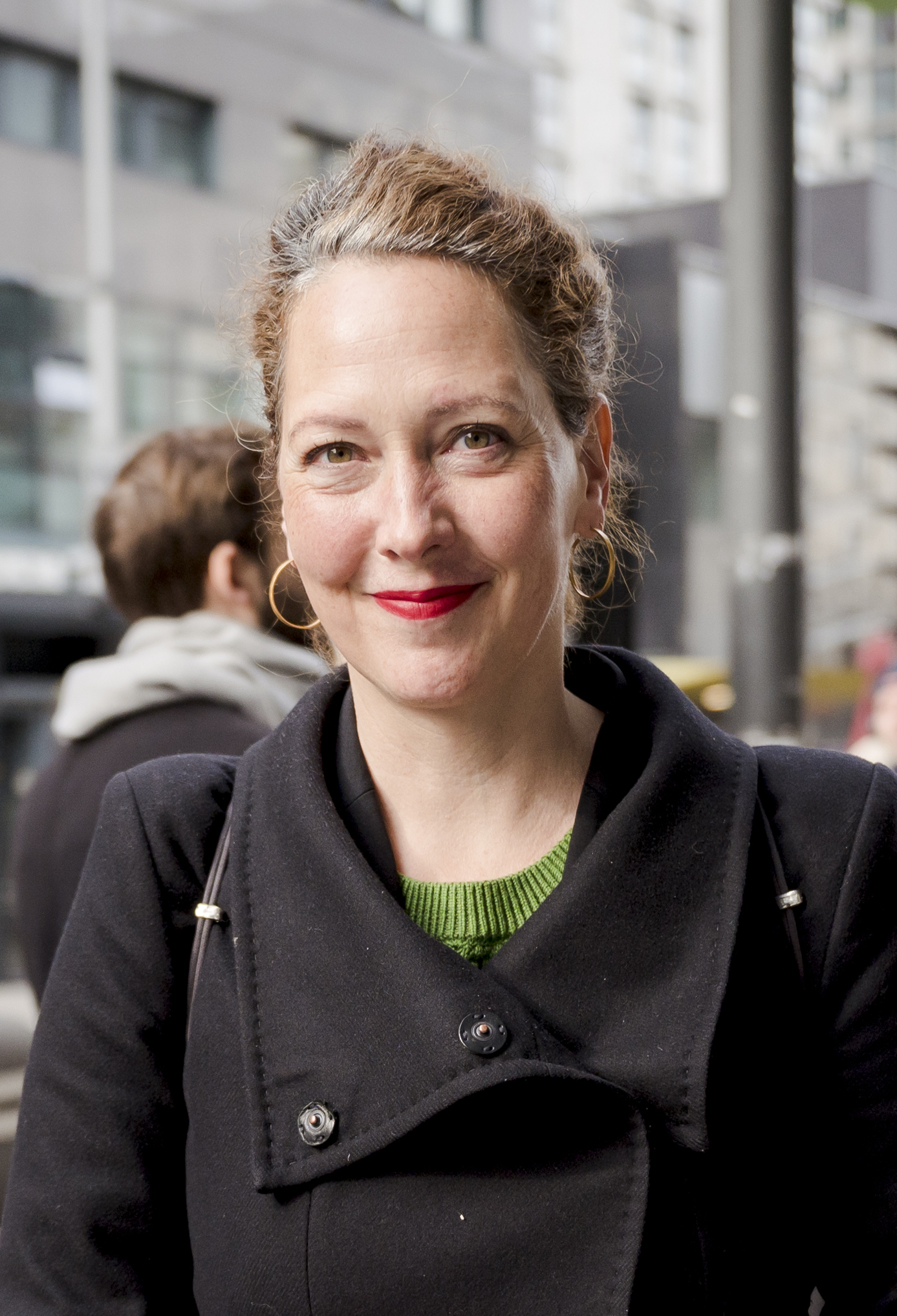
Judith Pühringer (2023)

Judith Pühringer (* 19. Jänner 1976 in Wien) ist eine österreichische Politikerin der Grünen und seit November 2020 nicht amtsführende Stadträtin von Wien. Am 16. Oktober 2021 wurde sie gemeinsam mit Peter Kraus zur Landessprecherin der Wiener Grünen gewählt.

## Leben
Judith Pühringer wuchs im Wiener Gemeindebezirk Währing auf, wo sie in der Pfarre St. Gertrud ab 1984 der Jungschar angehörte und bis 1998 Jungscharleiterin war. Ab 1986 besuchte sie das Gymnasium Hofzeile in Wien, wo sie 1994 maturierte. Anschließend begann sie ein Studium der Betriebswirtschaftslehre an der Wirtschaftsuniversität Wien, das sie 2006 mit einer Diplomarbeit zum Thema Arbeitsassistenz in der beruflichen Integration von Menschen mit Behinderung: Sicht von Unternehmen in Vorarlberg als Magistra abschloss. Einen Auslandsaufenthalt im Rahmen des Erasmus-Programms verbrachte sie 1997/98 an der University of Sussex.
Von 2004 bis Februar 2020 war sie Geschäftsführerin des Netzwerkes Arbeit plus. Außerdem engagierte sie sich im Projekt Herklotzgasse 21, in der Bank für Gemeinwohl sowie als Mitglied im Koordinationsteam und Vorsitzende der österreichischen Armutskonferenz.
Judith Pühringer ist Mutter zweier Töchter. In ihrer Patchwork-Familie leben drei weitere Töchter.

## Politische Laufbahn
Im Jahr 2020 wurde Judith Pühringer als Quereinsteigerin von den Wiener Grünen auf Platz 3 ihrer Landesliste für die Landtags- und Gemeinderatswahl in Wien 2020 gewählt. Gemeinsam mit Birgit Hebein (Spitzenkandidatin) und Peter Kraus (Platz 2 auf der Liste) konnten die Wiener Grünen ihr bislang bestes Ergebnis bei Wiener Landtags- und Gemeinderatswahlen erzielen. Neben Hebein, Kraus, David Ellensohn, Jennifer Kickert und Martin Margulies wurde sie im Oktober 2020 Mitglied des grünen Verhandlungsteams für Koalitionsverhandlungen zur Bildung einer Stadtregierung mit Bürgermeister Michael Ludwig. Diese Verhandlungen scheiterten. Am 24. November 2020 wurde sie auf Vorschlag des Rathausklubs der Wiener Grünen als nicht amtsführende Stadträtin im Stadtsenat unter Michael Ludwig gewählt.
Am 16. Oktober 2021 wurde Judith Pühringer gemeinsam mit Peter Kraus zur Doppelspitze der Wiener Grünen gewählt – seither führen sie gemeinsam das Amt des Parteivorsitzes aus. Im April 2024 wurden Pühringer und Kraus mit 76,8 Prozent als Doppelspitze der Wiener Grünen bestätigt. Im November 2024 hat Judith Pühringer angekündigt, sich als Spitzenkandidatin für die Wiener Grünen zur Wiener Landtags- und Gemeinderatswahl 2025 zu bewerben. Pühringers Themenschwerpunkte für die Wien-Wahl 2025 teilt sie in drei Bereiche auf: Wohnen, Bildung sowie Klimaschutz. Am 22. Februar 2025 wurde sie für die Wiener Gemeinderatswahl am 27. April 2025 von der Landesversammlung der Wiener Grünen mit 87,2 Prozent zur Spitzenkandidatin gewählt. Nach der Wahl blieb sie nicht amtsführende Stadträtin im Stadtsenat Ludwig III.

## Publikationen (Auswahl)
- 2008: Das Dreieck meiner Kindheit: Eine jüdische Vorstadtgemeinde in Wien, gemeinsam mit Michael Kofler, Herausgeber Georg Traska, Mandelbaum Verlag, Wien 2008, ISBN 978-3-85476-279-9